# Émile Rey
Pour les articles homonymes, voir Émile Rey (homme politique) et Rey.
Émile Rey, né à La Saxe, près de Courmayeur, en 1846 et mort le 24 août 1895 à la dent du Géant, est un guide de haute montagne valdôtain (la Vallée d'Aoste est devenue italienne en 1860). Surnommé « le prince des guides », Émile Rey était le plus renommé des guides de Courmayeur à la fin du XIXe siècle.

## Biographie
Considéré comme l'un des premiers grands guides italiens du XIXe siècle, Émile Rey réalise son premier grand succès en gravissant l'aiguille Noire de Peuterey en 1877. Par la suite, le massif du Mont-Blanc restera le théâtre privilégié de ses exploits.
Émile Rey se tue le 24 août 1895 en tombant à la descente de la dent du Géant, probablement victime d'un malaise.
Le col Émile Rey (4 030 m), dans le versant italien du mont Blanc, entre le mont Brouillard et la pointe Louis Amédée, a été nommé en son honneur.
Son fils, Adolphe Rey (1878-1969), fut à son tour guide et devint un grand spécialiste du massif du Mont-Blanc.

## Ascensions
- 1877 - Première ascension de l'aiguille Noire de Peuterey[2] avec Lord Wentworth et le guide Jean-Baptiste Bich, par le versant sud-est, le 5 août
- 1885 - Première ascension de l'aiguille Blanche de Peuterey[2] avec Henry Seymour King et les guides Ambros Supersaxo et Alois Andenmatten, le 31 juillet[3]
- 1887 - Première traversée du Grand Dru au Petit Dru avec Henri Dunod et François Simond, le 31 août
- 1888 - Nouvel itinéraire au mont Blanc par l'aiguille de Bionnassay avec miss K. Richardson et Jean-Baptiste Bich, le 13 août
- 1889 - Première traversée du Petit Dru au Grand Dru avec miss K. Richardson et Jean-Baptiste Bich
- 1893 - Première ascension du mont Blanc par l'aiguille Blanche et l'arête de Peuterey avec Paul Güssfeldt, Christian Klucker et César Ollier, du 14 au 17 août